# Stadion Olimpijski im. Adema Jashariego
Stadion Olimpijski im. Adema Jashariego (alb. Stadiumi Olimpik "Adem Jashari") – wielofunkcyjny stadion sportowy w Mitrowicy w Kosowie. Wykorzystywany jest głównie do gry w piłkę nożną. Swoje mecze rozgrywa na nim drużyna Superligi FK Trepča i KF Trepça. Pojemność stadionu wynosi 28,500 widzów.